# باتريك ساندرز
باتريك ساندرز (بالإنجليزية: Patrick Sanders)‏ مواليد 27 أغسطس 1985 في كورونا، هو لاعب كرة سلة أمريكي. بدأ مسيرته الاحترافية في سنة 2008. يلعب مع فيرو كاريل أويستي في دوري كرة السلة الوطني الأرجنتيني. يحمل الرقم 6. يبلغ طوله 6 قدم 6 بوصة (2.0 م). لعب كرة السلة الجامعية في جامعة كاليفورنيا.

## المسيرة الاحترافية
لعب مع آيوا إنرجي في موسم 2008–2009، ثم لعب مع نادي أمستردام لكرة السلة في سنة 2010، ثم لعب مع في إي إف ريغا في سنة 2010، ثم لعب مع سيدني كينجز في الدوري الأسترالي في موسم 2010–2011، ثم لعب مع فيرو كاريل أويستي لكرة السلة في سنة 2015.